# 2001 (album)
Pour les articles homonymes, voir 2001 (homonymie).
Albums de Dr. Dre
Dr. Dre Presents... The Aftermath
(1996) Compton a Soundtrack by Dr. Dre
(2015)
Singles
1. Still D.R.E.
Sortie : 13 octobre 1999
2. Forgot About Dre
Sortie : 29 janvier 2000
3. The Watcher
Sortie : 26 février 2001

2001 (intitulé à l'origine The Chronic 2001) est le deuxième album studio de Dr. Dre, sorti le 16 novembre 1999 sur les labels Aftermath Entertainment et Interscope Records.
Tous les morceaux ont été produits par Dr. Dre et Mel-Man, excepté The Message, produit par Lord Finesse, et Still D.R.E., co produit par Scott Storch. Pour les paroles, Dr. Dre a utilisé des ghostwriters, notamment Jay-Z, qui a écrit, en partie, Still D.R.E., Eminem (The Watcher), The D.O.C., Royce da 5'9", etc. De nombreux rappeurs figurent dans 2001 (Snoop Dogg, Eminem, Xzibit, Kurupt, Hittman ou encore Nate Dogg).
L'album a débuté à la 2e place du Billboard 200, avec 516 000 exemplaires vendus au cours de sa première semaine de publication.
2001 est largement reconnu comme l'un des albums les plus remarquables et influents de l'histoire du rap américain. Il a été honoré d'une certification sextuple disque de platine par la Recording Industry Association of America (RIAA) le 21 novembre 2000. À ce jour, cet album s'est écoulé à plus de 10 millions d'exemplaires à travers le monde, dont 7 800 000 exemplaires aux États-Unis (chiffres datant d'août 2015).

## Liste des titres
| No  | Titre                                                                                                   | Auteur                                                                             | Contient un (des) sample(s) de | Durée |
| --- | --- | ---------------------------------------------------------------------------------- | --- | ----- |
| 1.  | Lolo (Intro) (featuring Xzibit et Tray Deee)                                                            |                                                                                    | Deep Note de James A. Moorer | 0:40  |
| 2.  | The Watcher                                                                                             | Andre Young, Marshall Mathers                                                      | | 3:26  |
| 3.  | Fuck You (featuring Devin the Dude et Snoop Dogg)                                                       | Young, Brian Bailey, Calvin Broadus, Devin Copeland                                | That Girl Is a Slut de Just-Ice | 3:25  |
| 4.  | Still D.R.E. (featuring Snoop Dogg)                                                                     | Young, Melvin Bradford, Scott Storch, Shawn Carter                                 | Serial Killa de Snoop Dogg featuring Tha Dogg Pound, RBX et The D.O.C.                                                                        | 4:30  |
| 5.  | Big Ego's (featuring Hittman)                                                                           | Young, Bailey, Bradford, Storch, Tracy Curry, Richard Bembery                      | Love Don't Live Here Anymore de Rose Royce | 3:57  |
| 6.  | Xxplosive (featuring Hittman, Kurupt, Nate Dogg et Six-Two)                                             | Young, Bailey, Ricardo Brown, Craig Longmiles, Nathaniel Hale, Chris Taylor        | Bumpy's Lament de Soul Mann & the Brothers Ain't No Fun (If the Homies Can't Have None) de Snoop Dogg featuring Nate Dogg, Kurupt et Warren G | 3:35  |
| 7.  | What's the Difference (featuring Eminem et Xzibit)                                                      | Bradford, Marshall Mathers, Bembery, Alvin Joiner, Stefan Harris                   | Parce que tu crois de Charles Aznavour | 4:04  |
| 8.  | Bar One (featuring Traci Nelson, Ms. Roq et Eddie Griffin)                                              |                                                                                    | Poundin de Cannonball Adderley | 0:51  |
| 9.  | Light Speed (featuring Hittman)                                                                         | Young, Bailey, Brown                                                               | I'm Still #1 des Boogie Down Productions | 2:40  |
| 10. | Forgot About Dre (featuring Eminem)                                                                     | Young, Brown, Mathers                                                              | Compton's in the House (Remix) des N.W.A | 3:42  |
| 11. | The Next Episode (featuring Snoop Dogg, Kurupt et Nate Dogg)                                            | Young, Brown, Bailey, Bradford, Broadus                                            | The Edge de David McCallum | 2:41  |
| 12. | Let's Get High (featuring Hittman, Kurupt et Ms. Roq)                                                   | Young, Bailey, Mathers, Brown, Racquel Weaver                                      | Backstrokin du Fatback Band High de Skyy | 2:27  |
| 13. | Bitch Niggaz (featuring Snoop Dogg, Hittman et Six-Two)                                                 | Bailey, Bradford, Broadus, Longmiles                                               | Top Billin' d'Audio Two Mr. Big Stuff de Jean Knight                                                                                          | 4:13  |
| 14. | The Car Bomb (featuring Mel-Man et Charis Henry)                                                        |                                                                                    | Time Is Passing de Sun | 1:00  |
| 15. | Murder Ink (featuring Hittman et Ms. Roq)                                                               | Young, Bailey, Weaver                                                              | Thème du film La Nuit des masques de John Carpenter Here Comes the Hotstepper d'Ini Kamoze                                                    | 2:28  |
| 16. | Ed-Ucation (featuring Eddie Griffin)                                                                    |                                                                                    | | 1:32  |
| 17. | Some L.A. Niggaz (featuring DeFari, Hittman, Xzibit, Knoc-Turn'al, Time Bomb, King T, MC Ren et Kokane) | Young, Bailey, Joiner, Duane Johnson, Royal Harbor, Marquese Holder, Roger McBride | Passin' Me By de The Pharcyde 6 in the Mornin' d'Ice-T                                                                                        | 4:25  |
| 18. | Pause 4 Porno (featuring Jake Steed)                                                                    | Laylaw & Aaron Harris                                                              | | 1:32  |
| 19. | Housewife (featuring Kurupt et Hittman)                                                                 | Young, Bailey, Bradford, Brown, Curry                                              | Rapper's Delight du Sugarhill Gang Bitches Ain't Shit de Dr. Dre, Jewell, The Lady of Rage et Kurupt featuring Daz Dillinger et Snoop Dogg    | 4:02  |
| 20. | Ackrite (featuring Hittman)                                                                             | Young, Bailey, Bradford                                                            | | 3:39  |
| 21. | Bang Bang (featuring Knoc-Turn'al et Hittman)                                                           | Young, Bailey, Mathers, Harbor                                                     | | 3:42  |
| 22. | The Message (featuring Mary J. Blige et Rell)                                                           | Ryan Montgomery                                                                    | | 5:30  |

## Clips
1. Still D.R.E. (ft. Snoop Dogg)
2. The Next Episode (ft. Snoop Dogg, Kurupt et Nate Dogg)
3. Forgot About Dre (ft. Eminem)

## Autres versions de l'album
Il existe deux autres versions de 2001 : une version instrumentale qui ne contient pas The Car Bomb et Ed-Ucation, et une version censurée.

## Classements hebdomadaires
| Classement (1999-2015)              | Meilleure place |
| ----------------------------------- | --------------- |
| Allemagne (Media Control AG)        | 20              |
| Australie (ARIA)                    | 26              |
| Belgique (Flandre Ultratop)         | 13              |
| Belgique (Wallonie Ultratop)        | 36              |
| Canada (Canadian Albums Chart)      | 3               |
| Canada (RPM Albums Chart)           | 2               |
| États-Unis (Billboard 200)          | 2               |
| États-Unis (Top R&B/Hip-Hop Albums) | 1               |
| France (SNEP)                       | 15              |
| Irlande (IRMA)                      | 7               |
| Norvège (VG-lista)                  | 26              |
| Nouvelle-Zélande (RIANZ)            | 11              |
| Pays-Bas (Mega Album Top 100)       | 17              |
| Royaume-Uni (UK Albums Chart)       | 4               |
| Royaume-Uni (R&B Albums)            | 1               |
| Suisse (Schweizer Hitparade)        | 36              |